# Integrismo
Il termine integrismo è oggi prevalentemente usato come sinonimo di fondamentalismo o fanatismo religioso in senso lato, per descrivere l'atteggiamento di coloro che promuovono in modo rigoroso le dottrine tradizionali dell'ortodossia affermata ed avversano qualsiasi cambiamento dottrinale o pratico con l'intenzione di mantenere integri ed inalterati tali principi o regole.
In particolare il termine "integrismo" viene usato in opposizione al laicismo per definire coloro che sostengono l'integrazione, la commistione, di una particolare fede religiosa (in particolare il cattolicesimo romano, il calvinismo o anche il cristianesimo fondamentalista) alle leggi che regolano la vita della società dello stato; la presenza ed influenza determinante delle gerarchie ecclesiastiche nella vita dello stato. Il concetto è equiparabile alla situazione di alcuni paesi islamici nei quali alla religione ed al clero viene dato ruolo determinante ufficiale e visibilità nella vita dello stato.
Il termine "integrismo" può essere messo in rapporto al concetto di setta proposto da Ernst Troeltsch, con il quale si descrive coloro che intendono isolarsi dalla società e dai suoi principi in contrapposizione alle chiese che sono disposte in vario grado ad integrarsi nella società.
Attinente è il termine integralismo, con il quale si intende in senso lato qualunque ideologia con cui si miri alla costituzione di un sistema omogeneo in cui non esista pluralità di ideologie e programmi: o conciliando e unificando tutte le posizioni esistenti; o rigettando e delegittimando tutte le posizioni diverse dalla propria, e rifiutando qualunque compromesso affinché quest'ultima prevalga su tutte le altre.

## Origine del termine
Integrismo è un termine originalmente coniato dai cattolici liberali francesi al tempo della Rivoluzione francese per descrivere coloro che respingevano i princìpi della Rivoluzione (libertà, fraternità, uguaglianza) in favore delle dottrine insegnate dal Concilio di Trento e dell'ubbidienza al papato.
Questo termine è pure collegato ai gruppi ultramontani del secolo XIX che reagivano contro il laicismo, proponendo di integrare nuovamente la religione alla politica.
Esso è usato oggi in senso peggiorativo per descrivere coloro che aderiscono al cattolicesimo tradizionale nella forma precedente al Concilio Vaticano II, cioè i cattolici tradizionalisti.